# It's a Hard Life
„It's a Hard Life“ je píseň britské rockové skupiny Queen. Napsal ji zpěvák Freddie Mercury. Píseň vyšla na albu The Works v roce 1984, a později také jako singl. Ten se následně umístil na 6. místě v UK Singles Chart a stal se třetím po sobě jdoucím singlem z tohoto alba, který se dostal do top 10. Rovněž dosáhl 2. pozice v Irsku a 20. místa v Nizozemsku. V roce 2014 se píseň umístila na 19. místě v anketě The Nation's Favourite Queen Song o nejoblíbenější píseň Queen mezi posluchači.

## Kompozice
Úvodní text a melodie písně vychází z textu „Ridi, Pagliaccio, sul tuo amore infranto!“ (Smějte se klauni tvé zlomené lásce!) z árie Vesti la giubba z opery Ruggera Leoncavalla Pagliacci. Stejná melodie je také citována v soundtracku k filmu Noc v opeře, po kterém Queen pojmenovali své album z roku 1975.
„It's a Hard Live“ se melodií a hudební stylem velmi podobá písni „Play the Game“.

## Videoklip
Videoklip k písni byl vytvořen v „operním stylu“. Obsahoval neobvyklé prvky, jako například kytara s lebkami, která stála víc než 1 000 £.
Členové skupiny mají na videu divoké kostýmy, které byly ale velmi nepohodlné a „oči” na Mercuryho kostýmu byly ostatními zesměšňovány, že kvůli nim vypadal „jako obří kreveta”. Roger Taylor o videoklipu řekl, že to bylo „nejhloupější hudební video, jaké kdy bylo natočeno.“ Může zdůraznit, že video bylo ironické, protože zobrazovalo Mercuryho jako bohatého muže zpívajícího o tom, jak tvrdý je život a láska, a v tu chvíli měla Mercury v reálném životě velké bohatství, ale stále hledal lásku. Při natáčení dokumentu Queen: Days Of Our Lives v roce 2011 Taylor připustil, že obdivoval režiséra videoklipu Tima Popeho, jak mohl takto náročnou scénu vymyslet.
Ve videoklipu se jako host objevuje herečka Barbara Valentin.

## Obsazení nástrojů
- Freddie Mercury – hlavní zpěv, doprovodné vokály, klavír
- Brian May – elektrická kytara, doprovodné vokály
- Roger Taylor – bicí, doprovodné vokály
- John Deacon – basová kytara

## Živá vystoupení
- Live in Rio 1985 (VHS)
- We are the Champions: Final Live in Japan (DVD)

Píseň byla součástí setlistu Queen pouze během The Works Tour v letech 1984 a 1985.
Dne 17. listopadu 2010 píseň hrál živě Tom Chaplin s Brianem Mayem a Rogerem Taylorem na Prince Trust Gala.

## Umístění v žebříčcích
| Žebříček (1984)                       | Umístění |
| ------------------------------------- | -------- |
| Spojené království (UK Singles Chart) | 6        |
| Austrálie (Kent Music Report)         | 65       |
| Německo (GfK Entertainment charts)    | 26       |
| Nizozemsko (Dutch Single Top 100)     | 20       |
| Nizozemsko (Dutch top 40)             | 4        |
| Belgie (Ultratop 50 Flanders)         | 31       |
| Nový Zéland (Recorded Music NZ)       | 30       |
| Irsko (IRMA)                          | 2        |
| USA (Billboard Hot 100)               | 72       |